# Sloboda govora
Sloboda govora je pravo izražavanja vlastitih stajališta i razmišljanja pojedinca bez straha da će ga netko u tom pokušati spriječiti ili zbog toga kazniti. Naziva se i slobodom izražavanja, što je vrlo sličan pojam, ali širi, jer se ne odnosi samo na govor.
Smatra se da je sloboda govora neophodna za postojanje demokratske vlasti. U zemljama u kojima ne postoji sloboda govora, u autokratskim sustavima, ljudi se boje reći ono što misle. U tom slučaju vlast i nadređeni ne znaju što oni misle. Ako nadređeni ne znaju što podređeni žele, ne mogu ostvariti njihove potrebe. Kad nema slobode govora, vlast i nadređeni ne brinu se o onomu što podređeni žele i trebaju. Neki smatraju da je to razlog zašto neke vlasti ne dozvoljavaju slobodu govora - ne žele snositi posljedice preuzimanja odgovornosti  ili se boje pokretanja revolucije do koje bi došlo kad bi svi mogli znati što se sve događa u društvu.
Poznati liberalni mislilac John Stuart Mill misli da sloboda govora nije važna samo zato što svatko ima pravo na slobodu izražavanja, nego i zato što zajednica u kojoj živimo ima pravo čuti naša razmišljanja. 
Zajednice u kojima postoji sloboda govora dozvoljavaju da sve smije biti izrečeno. 
Kao što je naglasio Tocqueville, ljudi se boje slobodno govoriti ne zbog straha od kazni, već zbog pritiska članova zajednice. Kad pojedinac iznosi nepopularne ideje, može se suočiti s prijezirom članova svoje zajednice ili čak postati žrtvom zlostavljanja. Primjerice, u modernoj Europi, takvim oblicima zlostavljanja posebno su izloženi protivnici liberalne demokracije, a u zemljama s velikim brojem vjernika i ateisti ili pripadnici manjinskih vjerskih skupina. Ovaj oblik zabrane slobodnog izražavanja je čak i teže obuzdavati od od zabrana slobode izražavanja od strane vlasti. Postavlja se pitanje je li zaštita slobode govora stvar prava ili stvar zaštite od utjecaja vlasti.
U svijetu, još uvijek postoje mnoge države u kojima nema slobode govora i ona se kažnjava zatvorom. Takvi zatvorenici nazivaju se zatvorenici savjesti, pritvoreni i osuđeni samo zato što su iskoristili svoje pravo na slobodu govora i izražavanja.

## Vanjske poveznice
- autocenzura
- sloboda tiska

- teorija društvene odgovornosti medija (Četiri teorije tiska)